# 生化危机 启示录2
《生化危机 启示录2》是卡普空於2015年2月25日發售的动作驚悚遊戲，其平台為Xbox 360、Xbox One、PlayStation 3、PlayStation 4、PlayStation Vita、任天堂Switch以及Windows。本作是《生化危机 启示录》的续作，故事发生在生化危机系列正统续作《生化危机5》和《生化危机6》之间；故事主角由克蕾兒·雷德菲爾和莫伊菈·巴頓（巴瑞·巴頓的女儿）担当。最新發布另一故事（巴瑞篇）則由巴瑞·巴頓擔任主角。
2019年3月28日，卡普空为PS4、Xbox One、STEAM平台的《生化危机 启示录2》游戏增加了繁简中文的支持。

## 劇情概要
2011年，故事講述克蕾兒與莫伊菈在參加「諦拉席芙（Terra Save）」本部的宴會期間被神秘部隊襲擊。一醒來克蕾兒就與莫伊菈被關在不知名海上監獄孤島之中，並展開逃亡之旅。

### 主要角色
克蕾兒·雷德菲爾（Claire Redfield）
配音：英語：詹姆絲·貝克（James Baker），日語：甲斐田裕子（Yūko Kaida）
克蕾兒篇故事主角之一，32歲，前S.T.A.R.S成員和現BSAA（生化恐怖主義安全評估聯盟）成員克里斯·雷德菲爾的妹妹。於1998年浣熊市事件的生還者之一，現為因消除生化恐怖主義和藥害事件“諦拉席芙（Terra Save）”推出的非政府組織（NGO）的成員。故事開始克蕾兒與莫伊菈在參加“諦拉席芙”本部的派對，卻被軍隊綁架，一醒來就與莫伊菈被關在不知名海上監獄孤島之中，並展開逃亡之旅。在克蕾兒篇最後因兩人逃亡時莫伊菈為救其而被石塊壓住，克蕾兒本身想拯救莫伊菈，但是莫伊菈就勸告叫其快離開，最後克蕾兒聽取莫伊菈勸告後就跳海逃生，最終獲救。到巴瑞篇的故事情節分支劇情時，克蕾兒以短髮型式搭乘直昇機拯救巴瑞、莫伊菈及娜塔麗亞，最後使用狙擊槍和火箭炮擊斃亞麗克絲。劇情最後克蕾兒在電話中知道其哥哥克里斯前往中國一事，並拜託皮爾斯·尼凡斯照顧他（所指是生化危機6劇情）。
此外，她對尼爾有著特別的好感，並且信任他。
莫伊菈·巴頓（Moira Burton）
配音：英語：瑪塞拉·倫茲-波普（Marcella Lentz-Pope），日語：藤村步（Ayumi Fujimura）
克蕾兒篇故事主角之一，20歲，“諦拉席芙”新成員，前S.T.A.R.S成員和現BSAA顧問巴瑞·巴頓的雙胞胎女兒之一，克蕾兒·雷德菲爾的好友。於1998年洋館事件發生前，和母親被亞伯·威斯卡捉走，以要脅巴瑞，後被救出。故事開始於剛初來報到時參加“諦拉席芙”本部的派對，卻被軍隊襲擊並抓走後被關在不知名海上監獄孤島之中，並與克蕾兒展開逃亡之旅。故事初期對槍械有恐懼的原因就是當年因貪玩拿起巴瑞沒有鎖起的槍而意外打中其妹妹波麗，但到故事分支情節時因救克蕾兒而克服恐懼拾起槍擊敗變異尼爾。依故事情節分支莫伊菈會有不同結局，一是為了救克蕾兒被石塊壓死，另一個則是被病毒治癒，被劇情中出現的地下道老人從石塊下救出來。
愛講髒話，被地下道老人批評應該用肥皂漱口。
巴瑞·巴頓（Barry Burton）（又譯貝利·巴頓）
配音：英語：麥克·麥康諾（Michael McConnohie），日語：屋良有作（Yūsaku Yara）
巴瑞篇故事主角，51歲，前S.T.A.R.S成員和現BSAA顧問，莫伊菈·巴頓之父。於1998年洋館事件的生還者之一。故事開始便收到其愛女求救訊息半年後便隻身前往不知名海上監獄孤島上拯救愛女，並與島上神秘的少女娜塔莉亞·克達展開行動。
娜塔莉亞·克達（Natalia Korda）（又譯娜塔麗亞·科爾達）
配音：英語：嘉布麗葉拉·帕斯托雷（Gabriella Pastore），日語：悠木碧（Aoi Yūki）
巴瑞篇故事人物，在巴瑞·巴頓登上島後很快地便遇見的神秘少女，父母在浮島事件中身亡。她是唯一熟知島上地形和擁有著能感受到生物和物品的氣息的能力。至於她的身份就是亞麗克絲所選中的繼承者，被亞麗克絲作為容器植入自己的意志，並成功融合病毒。（在好結局的劇情中，最終她和克蕾兒等三人乘坐直升機逃離海上監獄孤島，並由巴瑞收養。）

### 其他角色
吉娜·弗利（Gina Foley）
配音：英語：克莉絲·齊默曼·沙爾特（Kris Zimmerman Salter），日語：品田美穗（Miho Shinada）
29歲，“諦拉席芙”成員之一，同時也是克蕾兒·雷德菲爾的同事。在克蕾兒篇的第一章中，因怪物追趕而被攻擊感染，最後在克蕾兒及莫伊菈遇見時後倒下身亡。
另外，在突襲模式中可以作為可操控該角色。
佩卓·費南德茲（Pedro Fernandez）
配音：英語：馬克·梅卡多（Mark Mercado），日語：龜田佳明（Yoshiasa Kameda）
27歲，“諦拉席芙”成員之一，同時也是克蕾兒·雷德菲爾的同事。在克蕾兒篇的第二章中與蓋博在漁村中一間名為華希帝的小酒吧遇見克蕾兒與莫伊菈，性格極為膽小。最後因為害怕怪物而觸發手環恐懼反應而發生了變異不幸喪生。
另外，在突襲模式中可以作為可操控該角色。
蓋博·查維茲（Gabriel Chavez）
配音：英語：山謬·里傑爾（Samuel Riegel），日語：後藤光祐（Kōsuke Godō）
35歲，“諦拉席芙”成員之一，同時也是克蕾兒·雷德菲爾的同事。在克蕾兒篇的第二章中與佩卓在漁村中一間名為華希帝的小酒吧遇見克蕾兒與莫伊菈，擁有修理的技術，和佩卓的性格相反，是個無所畏懼和堅強勇敢的人。最終因為駕駛直升機逃脫監獄孤島而被監察者（亞麗克絲·威斯卡）觸發手環恐懼反應而發生了變異不幸喪生。
另外，在突襲模式中可以作為可操控該角色。
葉夫根尼·雷比奇（Evgeny Rebic）
配音：英語：華特·雷戈（Walter Rego），日語：樋浦勉（Ben Hiura）
克蕾兒和莫伊菈在前往下水道遇到的老人，由於指責外人摧毀他的家，所以拒絕幫助她們。
在DLC「鬥爭」故事裡他救起了莫伊菈，雖然一開始不願意幫助她，但只要她同意遵守他的規則並與他一起狩獵，他就允許她和他一起生活。當莫伊菈詢問他是否可以在島上尋找逃跑時被他拒絕了。後來被巴瑞和娜塔莉亞發現時已死亡多時。
另外，在突襲模式中可以作為可操控該角色。
尼爾·費雪（Neil Fisher）
配音：英語：尤里·洛文塔爾（Yuri Lowenthal），日語：花輪英司（Eiji Hanawa）
39歲，曾是“諦拉席芙”的領導人，真實身分為由名FBC組織成員的內奸，並和亞麗克絲·威斯卡將克蕾兒等“諦拉席芙”組織的人員綁架到薩比提島進行恐懼病毒的測試。
在克蕾兒篇故事第二章幫助克蕾兒和莫伊菈帶著兩人一起逃走，隨後來到亞麗克絲處。亞麗克絲出現後，尼爾告訴她已經幫她把最好的人選出來了。娜塔莉亞因為浮島事件，雙親死在她面前所以喪失了恐懼這個情緒，是這個實驗的最佳樣本。亞麗克絲誇他做得好後，尼爾要求亞麗克絲兌現當初的約定，給他一個銜尾蛇病毒的樣本。然而，亞麗克絲就給他注射了一劑銜尾蛇病毒，而後被隨即趕到此地的克蕾兒撞見，在尼爾說出自己真正的目的後開始變異，並開始與克蕾兒以及莫伊菈戰鬥，最終被克蕾兒或莫伊菈槍殺。
此外，克蕾兒對他有著特別的好感，並且信任他。
另外，在突襲模式中可以作為可操控該角色。
亞麗克絲·威斯卡（Alex Wesker）（又譯愛莉克絲·威斯卡）
配音：英語：瑪莉·伊莉莎白·麥格萊恩（Mary Elizabeth McGlynn），日語：深見梨加（Rika Fukami）
本作主要反派，51歲，保護傘公司（Umbrella Corporation）「優質人類種族」項目中「威斯卡計劃（Wesker Project）」的第十二人。她和亞伯·威斯卡並沒有任何血緣關係。她聽命於保護傘首席執行官奧斯華·E·史賓塞（Oswell E. Spencer）的命令，致力於後者永生計劃有關項目的實驗。她特別喜歡弗蘭茲·卡夫卡，經常引申卡夫卡的名言，並有時以卡夫卡筆下的人物自比。和亞伯·威斯卡一樣，她也是注射了始祖病毒而存活下來的威斯克，但她身體的疾患使得她沒有像亞伯·威斯卡那樣超人般的能力，始祖病毒只能讓她作為一個普通人生活而已。隨著時間的推移，她發現自己的身體也大不如前，這讓她更加致力於永生研究。
在島上，她手下的研究員研發出了恐懼病毒（T-Phobos）。這種平時不起作用，但是在恐懼時可以被迅速激活的病毒迅速引起了她的重視。她提拔了該研究員，並在外界不斷地找實驗體作為研究對象，希望把完美融合體作為她重生的「意識容器」。最後因病毒起作用，隨即突變而變得醜陋的本體一直希望殺死即將覺醒的實驗體（娜塔莉亞），讓自己成為真正唯一的亞麗克絲。本體最終被覺醒的實驗體娜塔莉亞（實際上已經是亞麗克絲）或克蕾兒擊殺。
另外，在突襲模式中作為可操控角色。

## 评价
根據評論匯總網站Metacritic基於眾媒體評論給予《生化危機 啟示2》的評分，遊戲在各平台評價大致中庸。
杂志《游戏机实用技术》三位編輯皆給出8/10的評分。編輯稀饭和乙太皆讚揚《生化危機 啟示2》分章節發售的售賣形式，認為令人耳目一新，并且能吊玩家的胃口。然而，稀饭指本作恐怖橋段安排甚少新鮮感，編輯伽蓝同樣認為遊戲的氛圍營造相較前作退步IGN編輯也指作品的環境設計沉悶，但合作玩法和突襲模式彌補了這不足。